# دعسوقة ذات عشرة نقاط
دعسوقة ذات العشر نقاط أو أبو العيد ذو عشر نقاط (الإسم العلمي:Adalia decempunctata)، هي نوع من الحشرات يتبع جنس أضاليا من فصيلة الدعسوقيات، تم اكتشافه في القرن الثامن عشر.